# Temelucha astatica
Temelucha astatica är en stekelart som först beskrevs av Meyer 1930.  Temelucha astatica ingår i släktet Temelucha och familjen brokparasitsteklar. Inga underarter finns listade i Catalogue of Life.